# Herpert van Foreest (1397-1459)
Herpert van Foreest (genoemd 1397 – Haarlem, 1459) ambachtsheer van de Rijnlandse ambachtsheerlijkheid Middelburg, alsmede ambachtsheer van de ambachtsheerlijkheden Sloten, Osdorp en Schoterbosch, schout, schepen, en burgemeester van Haarlem, en heemraad van Rijnland.
Herpert van Foreest werd geboren als zoon van Jan van Foreest en Ida Cuser van Oosterwijk. In 1407 erfde hij van zijn grootvader, Coen Cuser van Oosterwijk, de ambachtsheerlijkheden van Schoterbosch, Sloten en Osdorp, alsmede lenen bij Hazerswoude, Ouder-Amstel, Delft, Waverveen, Aelbrechtsbergen, en Zaandam. In 1413 volgde hij zijn vader op in diens Rijnlandse ambachtsheerlijkheid. Daarnaast heeft hij andere lenen gehad, onder andere bij Limmen, Heiloo, Benschop, IJsselstein, Linschoten, Rijnsburg, Koudekerk aan den Rijn, en Warmond. Hij trouwde in 1408 met Aleid van der Woude, die kinderloos is overleden. In 1428 hertrouwde hij met Machteld van Alkemade. Ook het tweede huwelijk bleef kinderloos. Hij zou het merendeel van zijn bezittingen, waaronder zijn ambachtsheerlijkheden, vererven aan zijn neef Willem van Foreest.
Tijdens de Arkelse oorlog wordt Herpert van Foreest opgeroepen door zijn leenheer graaf Willem IV van Holland, om zijn op grond van de onderlinge leenafspraken verplichte militaire diensten te leveren. Zo vecht hij als ridder met zijn mannen in 1405 mee bij het beleg en de verwoesting van Gasperden en het kasteel Hagestein van Jan V van Arkel. Twee jaar later, in 1407, maakte Herpert van Foreest deel uit van het grafelijke leger dat Woudrichem verdedigde en het kasteel Brakel verwoestte.
Bij de aanvang van de Hoekse en Kabeljauwse twisten schaart Herpert van Foreest zich openlijk achter de Kabeljauwse partij van hertog Jan van Beieren. Aan de zijde van de kabeljauwgezinde Jan V van Arkel neemt hij 1417 deel aan de verdediging van Gorinchem. Als de Hoekse partij van Jacoba van Beieren in datzelfde jaar aan de macht komt, wordt hij uit Haarlem verbannen en verklaart Jacoba van Beieren al zijn bezittingen verbeurd.
Na de verovering van Rotterdam in 1418 krijgt de Kabeljauwse partij de overhand. Jan van Beieren stelt Herpert in 1419 aan als schout van Haarlem en herstelt zijn leenbezittingen. Als lid van de Kabeljauwgezinde hoge vierschaar vonnist Herpert van Foreest over vele Hoeken. In 1420, het jaar van het Kabeljauwse ontzet van Leiden en de val van de burggraaf Filips van Wassenaar, wordt hij aangesteld als burgemeester van Haarlem.
Na de dood van hertog Jan van Beieren in 1425 vervult Herpert van Foreest de post van timmermeester in het Kabeljauwse leger bij het (mislukte) beleg van Schoonhoven. Twee jaar later vecht Herpert van Foreest aan de zijde van Filips de Goede en (kandidaat) bisschop Zweder van Culemborg tegen paus Martinus V en zijn gunsteling Rhabanus van Helmstatt. Onder aanvoering van Herpert van Foreest werd het pausgezinde Bunschoten in december 1427 door het Haarlems legioen veroverd en geplunderd
In 1428 is Herpert van Foreest als afgevaardigde van de stad Haarlem aanwezig bij de zoen van Delft. In datzelfde jaar wordt hij door Jacoba van Beieren in zijn lenen bevestigd, en later nog eens, in 1434, door de nieuwe landsheer Filips de Goede. Herpert van Foreest is Haarlem tot zijn dood trouw gebleven. Tot het jaar 1450 zetelt hij als schepen, in 1449 is hij thesaurier, en tot het jaar 1457 wordt hij 10 maal vermeld als burgemeester. Hij is overleden voor 19 september 1459 en werd zeer waarschijnlijk begraven in de Sint Janskerk in Haarlem.